# ダリオ・ベネデット
ダリオ・イスマエル・ベネデット（スペイン語: Darío Ismael Benedetto、1990年5月17日 - ）は、アルゼンチン・ブエノスアイレス州出身のサッカー選手。クルブ・オリンピア所属。ポジションはFW。
2017年にアルゼンチン年間最優秀選手賞を受賞した。

## クラブ経歴

### アルセナル
2008年にアルセナルFCでトップチームに昇格。2010年にCSDデフェンサ・イ・フスティシア、2011年にCAヒムナシア・イ・エスグリマ・デ・フフイに期限付き移籍した。

### ティフアナ
2013年夏にリーガMXのクラブ・ティフアナに売却。7月19日にリーグで初出場、ハットトリックを決める鮮烈なデビューとなった。しかしその後は11月2日の試合まで無得点が続いた。2014年のクラウスーラは7得点であったが、アペルトゥーラで9得点し、マウロ・ボセーリ、カミーロ・サンヴェッゾ、ドルラン・パボンに次いで得点ランキング4位となった。

### クラブ・アメリカ
2014年12月15日に4年契約でクラブ・アメリカに移籍。移籍の詳細は明らかになっていないが、800万米ドルが支払われたという。2015年1月10日に行われたクラウスーラ第1節で早速移籍後初出場、オリベ・ペラルタの得点をアシストし、3-2の勝利に貢献した。1月31日のUANLティグレス戦で初得点。
CONCACAFチャンピオンズリーグ2014-15では3試合で7得点しチームメイトのオリベ・ペラルタと並んで得点王に輝いた他、彼は最優秀選手にも輝いた。CSエレディアーノとの準決勝第2試合で4得点をあげて6-0の勝利、決勝でモントリオール・インパクトから3得点をあげて5-3の勝利に貢献した。

### ボカ・ジュニアーズ
2016年6月6日にボカ・ジュニアーズに移籍。9月25日のキルメスAC戦でハットトリック。その後も活躍し32回目のタイトル獲得の立役者となった。
2017年11月19日のラシン・クラブ戦で前十字靭帯を負傷、6ヶ月の離脱。

### オリンピック・マルセイユ
2019年8月5日、オリンピック・マルセイユに移籍することが発表された。8月28日、OGCニース戦で移籍後初ゴールを挙げた。2020年2月28日、ニーム・オリンピック戦ではハットトリックを達成した。

### エルチェ
2021年8月19日、エルチェCFに買取オプション付きのレンタル移籍で加入することが発表された。

### ボカ・ジュニアーズ復帰
2022年1月21日、ボカ・ジュニアーズに復帰した。

### ケレタロ
2024年9月13日、ケレタロFCに移籍した。

## 代表経歴
2017年8月27日にホルヘ・サンパオリ監督から2018 FIFAワールドカップ・南米予選のウルグアイ代表戦、ベネズエラ代表戦に臨むメンバーに招集された。9月5日のベネズエラ代表戦でパウロ・ディバラに代わって途中出場し代表初出場。

## タイトル
アメリカ
- CONCACAFチャンピオンズリーグ: 2014-15,[10] 2015-16[11]

ボカ・ジュニアーズ
- プリメーラ・ディビシオン: 2016-17,[12] 2017-18[13]
- コパ・デ・ラ・リーガ・プロフェシオナル: 2022
- スーペルコパ・アルヘンティーナ: 2018[14]

個人
- CONCACAFチャンピオンズリーグ最優秀選手賞: 2014-15[10]
- CONCACAFチャンピオンズリーグ得点王: 2014-15[10]
- アルゼンチン年間最優秀選手賞: 2017
- プリメーラ・ディビシオン得点王: 2016-17[12]